# Smithville, Mississippi
Smithville är en kommun (town) i Monroe County i Mississippi. Vid 2020 års folkräkning hade Smithville 509 invånare.